# Mannenmarathon van Tokio 1990
De Mannenmarathon van Tokio 1990 werd gelopen op maandag 12 februari 1990. Het was de elfde editie van de Tokyo International Marathon. Aan deze wedstrijd mochten alleen mannelijke elitelopers deelnemen. De Japanner Takeyuki Nakayama kwam als eerste over de streep in 2:10.57.

## Uitslagen
| rang   | naam               | land | tijd    |
| ------ | ------------------ | ---- | ------- |
| Goud   | Takeyuki Nakayama  | JPN  | 2:10.57 |
| Zilver | John Treacy        | IRL  | 2:11.23 |
| Brons  | Belayneh Densamo   | ETH  | 2:11.32 |
| 4      | Toru Kozasu        | JPN  | 2:12.16 |
| 5      | Karel David        | TCH  | 2:12.24 |
| 6      | Satoru Shimizu     | JPN  | 2:12.49 |
| 7      | Negash Dube        | ETH  | 2:15.25 |
| 8      | Tomio Sueyoshi     | JPN  | 2:15.48 |
| 9      | Hiroaki Takeda     | JPN  | 2:15.50 |
| 10     | Gyula Borka        | HUN  | 2:16.11 |
| 11     | Gianni Poli        | ITA  | 2:16.20 |
| 12     | Naftali Nyangau    | KEN  | 2:17.52 |
| 13     | Sukeo Isogai       | JPN  | 2:18.46 |
| 14     | Takeharu Honda     | JPN  | 2:18.59 |
| 15     | Chala Urgesse      | ETH  | 2:19.42 |
| 16     | Yoshikazu Tanase   | JPN  | 2:19.56 |
| 17     | Japhet Mashishanga | TAN  | 2:20.52 |
| 19     | Joseph Otwori      | KEN  | 2:22.51 |

Tokyo International Marathon (alleen mannen)

1981 · 1982 · 1983 · 1984 · 1985 · 1986 · 1987 · 1988 · 1989 · 1990 · 1991 · 1992 · 1993 · 1994 · 1995 · 1996 · 1997 · 1998 · 1999 · 2000 · 2001 · 2002 · 2003 · 2004 · 2005 · 2006

Tokyo International Women's Marathon (alleen vrouwen)

1979 · 1980 · 1981 · 1982 · 1983 · 1984 · 1985 · 1986 · 1987 · 1988 · 1989 · 1990 · 1991 · 1992 · 1993 · 1994 · 1995 · 1996 · 1997 · 1998 · 1999 · 2000 · 2001 · 2002 · 2003 · 2004 · 2005 · 2006 · 2007 · 2008

Tokyo Marathon (beide)

2007 · 2008 · 2009 · 2010 · 2011 · 2012 · 2013 · 2014 · 2015 · 2016 · 2017 · 2018 · 2019 · 2020 · 2021 · 2022 · 2023 · 2024